# Атинг
Атинг (њем. Atting) општина је у њемачкој савезној држави Баварска. Једно је од 37 општинских средишта округа Штраубинг-Боген. Према процјени из 2010. у општини је живјело 1.642 становника. Посједује регионалну шифру (AGS) 9278117.

## Географски и демографски подаци
Атинг се налази у савезној држави Баварска у округу Штраубинг-Боген. Општина се налази на надморској висини од 332 метра. Површина општине износи 14,9 km². У самом мјесту је, према процјени из 2010. године, живјело 1.642 становника. Просјечна густина становништва износи 110 становника/km².